# Decade of Horror
Decade of Horror es una caja recopilatoria de la banda de heavy metal danesa King Diamond; fue publicado el 25 de mayo de 2001 por la discográfica Massacre Records.
La caja se divide en cuatro disco de vinilo de larga duración:
- Disco 1: The Spider's Lullabye - 47:19
- Disco 2: The Graveyard - 61:11
- Disco 3: Voodoo - 61:57
- Disco 4: House of God - 51:18

## Créditos
- King Diamond